# 雷宇思
雷宇思（1951年—），美國外交官，生長於紐約市，2019年起擔任美國駐蒲隆地代辦，先前為派駐尼日、加彭（兼聖多美普林西比）等非洲國家的美國大使，亦曾於外交體系學習中文、至美國駐華大使館及美國在台協會服勤。雷宇思的夫婿華茂凱亦為外交官，兩人曾一同於美國在台協會擔任組長級職務。

## 學歷
- 紐約大學文學士學位（1973年）[2]
- 哥倫比亞大學國際事務碩士學位（1975年）[2]
- 外交官學院（英语：Foreign Service Institute）中文進修（1989年—1990年）[2]
- 美國在台協會華語學校中文進修（1990年—1991年、1997年—1998年）[2]

## 經歷
- 入職美國國務院（1980年）[2]
- 美國駐辛巴威大使館領事官（1981年—1983年）[3][2]
- 國務院非洲事務局（英语：Bureau of African Affairs）坦尚尼亞暨印度洋諸國事務官（1986年—1988年）[3]
- 國務院作業中心（英语：United States Department of State Operations Center）資深執勤官員（1988年—1989年）[2]
- 美國駐華大使館政治處員（1991年—1993年）[2][3]
- 喬治城大學外交研究所外交官研究學者（1993年—1994年）[2]
- 國務院東亞暨太平洋事務局緬甸、柬埔寨、寮國、泰國暨越南事務處副處長（1994年—1996年）[2]
- 國務院國際組織事務局（英语：Bureau of International Organization Affairs）國際開發援助處副處長（1996年—1997年）[2]
- 美國在台協會台北辦事處一般事務組[2]（直譯總務組，現政治組）組長（1997年—2000年）[3]
- 國務院亞太局菲律賓、馬來西亞、汶萊暨新加坡事務處長（2002年—2004年）[3]
- 國務院非洲局東非事務處長（2002年—2004年）[3]
- 美國駐加彭大使（2007年—2010年）兼駐聖多美普林西比大使（2008年—2010年）[1]
- 霍華德大學常駐外交官（2010年—2011年）[4]
- 國務院非洲局西非事務處長（2011年—2013年）[5]
- 美國駐尼日大使（2014年—2017年）[4]
- 美國陸軍指揮參謀學院公共外交暨美國外交政策（DACOR）講師[4]
- 美國駐蒲隆地代辦（2019年—）[4]

## 外部連結
- Presidential Nomination: Eunice Sharon Reddick （页面存档备份，存于）